# Иркхайм
Иркхайм (нем. Uerkheim) — коммуна в Швейцарии, в кантоне Аргау.
Входит в состав округа Цофинген.  Население составляет 1297 человек (на 31 декабря 2007 года). Официальный код  —  4286.